# Duomo di Sansepolcro
Il duomo di Sansepolcro (o anche basilica concattedrale di San Giovanni Evangelista) è la chiesa cattolica più antica e importante della città di Sansepolcro, già cattedrale dell'omonima diocesi fino al 1986, quando divenne concattedrale della nuova diocesi di Arezzo-Cortona-Sansepolcro. È monumento nazionale italiano.

## Storia

### L'Abbazia
L'attuale concattedrale, prima chiesa abbaziale e successivamente cattedrale (dal 1520 al 1986), sorse, insieme al primitivo monastero benedettino, nel tardo X secolo presso un ospizio di pellegrini dedicato a San Leonardo, già esistente, che custodiva le reliquie, secondo la tradizione portate dalla Terra Santa, dai due pellegrini Egidio e Arcano. Proprio la presenza delle importanti reliquie avrà indotto i benedettini, già presenti in zona nell'Abbazia di Succastelli, a fondare un nuovo monastero in una pianura che nei secoli precedenti si era quasi del tutto spopolata ma che ora cominciava ad essere nuovamente frequentata, soprattutto da pellegrini. Sappiamo che i primi documenti che menzionano l'abbazia risalgono al 1012 e che la chiesa venne consacrata nel 1049, e fu dedicata inizialmente ai Quattro Evangelisti e al Santo Sepolcro, Molto presto, già in un documento del 1017, l'abbazia gode della protezione imperiale, tanto che in alcuni documenti del periodo l'imperatore Enrico II parla di sé come del fondatore del monastero.
Già nel 1100 l'abate Rodolfo avvia lavori di ampliamento del monastero, che si allarga affiancando la chiesa nel lato meridionale. Più tardi l'abbazia, tra 1137 e 1180, entra a far parte della congregazione camaldolese, ma nel 1148 papa Eugenio III concede all'abate l'uso delle insegne pontificali, diventando così autonoma dall'autorità di qualsiasi vescovo. Nel 1163 la stessa riceve privilegi da parte di Rainaldo di Dassel e di Federico Barbarossa. L'abbazia e la chiesa furono ricostruite il tra tardo Duecento e l'inizio del Trecento secondo un disegno grandioso. In particolare, in chiesa, l'allineamento delle colonne che spartiscono le navate presenta un andamento convergente verso la parte absidale con uno scarto di circa 120 cm: in tal modo si crea un effetto visivo che esalta le proporzioni dell'edificio facendole percepire come più grandi di quanto siano realmente (al contrario, in chi guarda la chiesa dando le spalle all'altare maggiore l'effetto visivo accorcia le dimensioni).

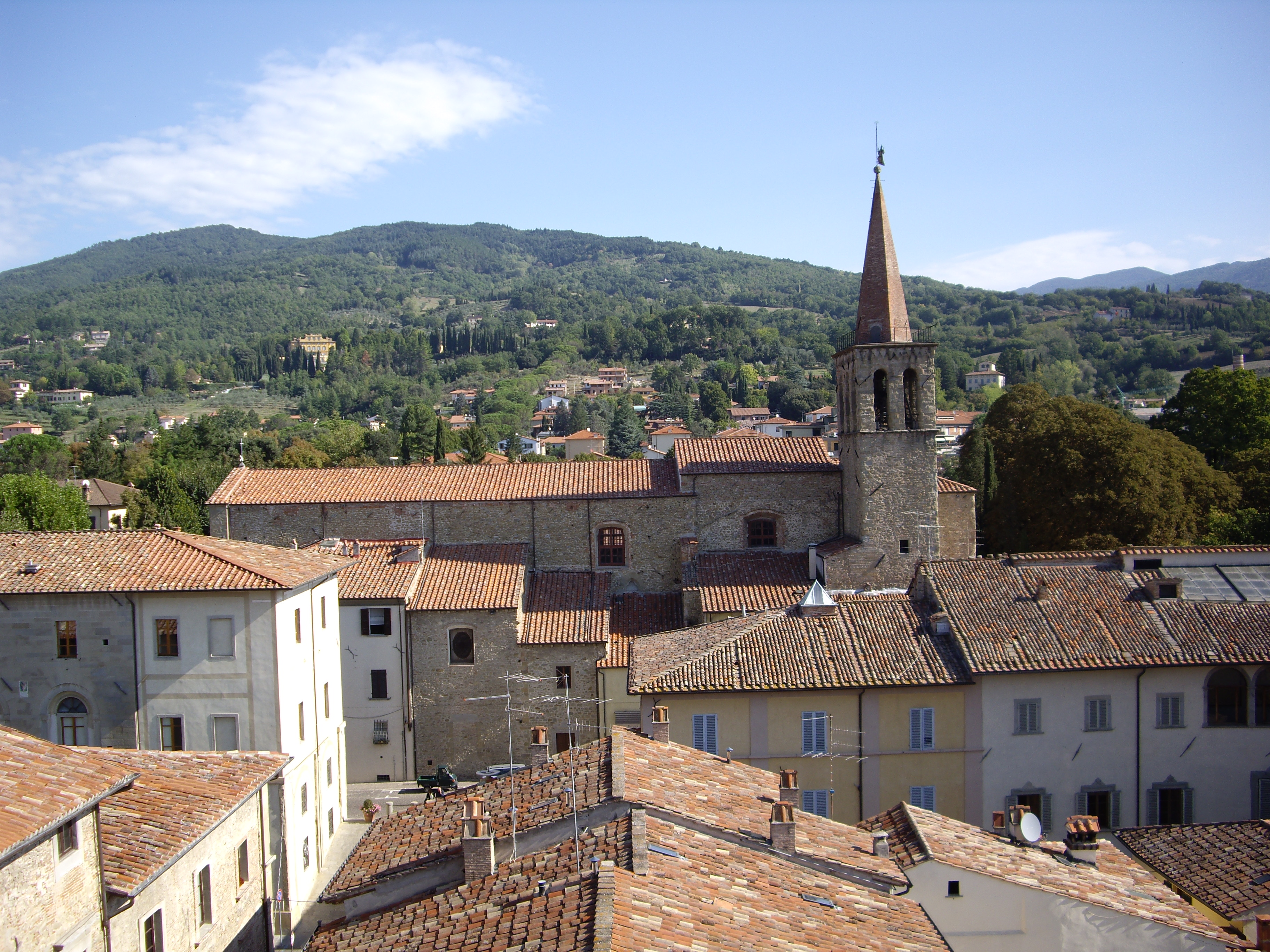
Vista laterale della chiesa di San Francesco dal campanile della cattedrale

#### Membri manuali e suffraganei dell'abbazia camaldolese
La presenza camaldolese nelle diocesi dell'Umbria medievale faceva capo all'abbazia di Sansepolcro, che quando entra nella congregazione era già come un centro monastico consolidato, ricco di beni e dipendenze e forte di diritti e prerogative. Come altri grandi monasteri benedettini, l'abbazia è a capo di una serie di dipendenze che quindi la congregazione incorpora, come i priorati di Sant'Agnese nel castello di Sant'Enea, quello di San Severo, e la chiesa di San Donato di Castelleone presso Deruta, entrambi nel contado e diocesi di Perugia, e il priorato di Sant'Angelo di Rosciano, nel contado di Perugia e diocesi di Assisi, e nella stessa diocesi anche la chiesa di San Cristoforo «in Rusciano».
A Sansepolcro è membro manuale dell'abbazia il priorato di San Niccolò; nel distretto lo sono la chiesa di San Lorenzo dell'omonimo borghetto e le chiese rurali di Sant'Angelo di Casaprati, di Santa Fiora, di San Michele Arcangelo, di San Paterniano (o Patrignano) presso il Tevere e di Santo Stefano di Farneto, mentre a Città di Castello il priorato di San Pietro della Scatorbia; nella diocesi le chiese di Santa Croce di Valle Perello, nella provincia della Massa Trabaria, sulla quale l'abate esercita diritti di elezione del rettore, e di San Martino di Petriolo, nella curia di Citerna. Nell'Alta Valle del Tevere le proprietà abbaziali sono concentrate nelle zone della valle del torrente Afra e della pianura del Tevere a sud-ovest dell'abbazia, e in due diramazioni verso l'area Montefeltro-Massa Trabaria e verso la media valle del Tevere l'altra. Si tratta di dipendenze rurali, in genere piccoli priorati, fuorché nei casi di San Pietro della Scatorbia a Città di Castello e San Severo a Perugia.
La documentazione duecentesca mette in luce alcuni aspetti dei rapporti fra l'abate e i suffraganei e dell'esercizio della giurisdizione abbaziale attraverso l'elezione dei priori da parte dell'abate e del suo capitolo. Nei monasteri femminili l'abate esercita anche il diritto di conferma dell'elezione della badessa e la confessio delle monache. I rettori delle chiese suffraganee (o manuali) fanno parte del capitolo dell'abbazia, intervengono in alcune decisioni e possono anche essere eletti abati. A sua volta, il capitolo dell'abbazia interviene anche ad approvare atti particolarmente significativi, come quelli patrimoniali, presi dai vari priori. Di ciò siamo informati per il XIV secolo, ma il quadro d'insieme induce a ritenere tale prassi già in vigore precedentemente.

#### Vicende costruttive dell'abbazia
Nei primi quattro decenni del XIV secolo la chiesa subisce un ulteriore ampliamento, fino a raggiungere sostanzialmente le forme attuali, ma che in origine avrebbe dovuto ingrandire l'edificio fino a fargli raggiungere i 67 metri di lunghezza (dietro l'attuale, rimangono i resti dell'abside pentagonale trecentesca, mai terminata). In questo secolo è già attestata la presenza di un tramezzo, piuttosto largo e "abitabile" che separava lo spazio riservato ai monaci, da quello riservato ai fedeli. Il 25 dicembre 1352 un terremoto fa crollare il campanile – poi ricostruito nelle forme attuali – e anche il successivo sisma del 1358 causa danni all'edificio.
Il 21 dicembre 1363, l'abate sottoscrive una transazione nella lotta che lo oppone al vescovo di Città di Castello per la giurisdizione sul monastero stesso e sull'intero Borgo Sansepolcro. Pur mantenendo l'abate taluni privilegi, la questione si risolve in netto favore del vescovo, che alcuni giorni dopo scrive agli abitanti di Sansepolcro esortandoli a vivere in pace e invitandoli a prestar obbedienza a lui e al suo vicario.
Nel XV secolo della comunità monastica fanno parte anche i monaci Giuliano Amidei, collaboratore di Piero della Francesca nel celebre Polittico della Misericordia, e il fratello dell'artista, Francesco Altri interventi di ristrutturazione di chiesa e monastero vengono portati avanti dall'abate Simone Graziani tra 1480 e 1509 e dal successore e fratello Galeotto Graziani tra 1509 e 1520. Il chiostro venne ricostruito secondo una nuova impostazione a pianta rettangolare e venne poi affrescato. In facciata vennero realizzati tre nuovi portali monumentali all'inizio del nuovo secolo ed all'interno gli abati cominciarono ad adeguare la chiesa al nuovo gusto artistico rinascimentale con la commissione di due sculture e di un tabernacolo robbiani, della tavola dell'Ascensione di Gesù di Pietro Perugino per l'altare maggiore, e di un nuovo coro ligneo (allora al centro della chiesa) al legnaiuolo Gaspare di Pietro Bagnacavallo da Fano.

### La Cattedrale[9]
Nel 1515, con la creazione della Diocesi di Sansepolcro da parte di papa Leone X, l'abbazia divenne cattedrale di San Giovanni Evangelista, patrono della città e da allora anche della diocesi, suffraganea dell'Arcidiocesi di Firenze, anche se il primo vescovo si insediò solo cinque anni dopo, nel 1520. L'ottenimento della sede vescovile e del rango cittadino (con il titolo di città), fortemente propugnato dal gruppo dirigente locale fra '400 e '500, viene solennizzato con l'introduzione di una festa cittadina il 23 settembre, giorno in cui viene data notizia dell'erezione della diocesi; in tale circostanza si disputa un torneo con la balestra. Il territorio della nuova diocesi comprese territori già dipendenti dall'abbazia ed altri della Valtiberina che furono scorporati da quella di Città di Castello, aggiungendo anche l'abbazia di Santa Maria Assunta in Bagno di Romagna, con tutto il suo territorio nell'Appennino cesenate. Primo vescovo fu il camaldolese Galeotto Graziani, già abate in carica al quale, dopo la sua morte avvenuta nel 1522, succedette ben presto Leonardo Tornabuoni, cugino dello stesso Leone X ed esponente della famiglia fiorentina che, eccettuata una breve parentesi, resse poi la diocesi prima con il fratello Alfonso Tornabuoni e poi con Niccolò fino alla fine del secolo.
I primi quaranta anni dall'elevazione a cattedrale non presentano interventi architettonici di rilievo ma l'assetto interno della chiesa vede crescere la presenza di altari, che passano dai tredici del 1524 ai venti del 1563. Dopo il Concilio di Trento e durante il lungo episcopato di Niccolò Tornabuoni la cattedrale subisce profonde trasformazioni: nel 1560 il vescovo stabilisce delle direttive per l'adeguamento della chiesa alle nuove norme liturgiche: il tramezzo viene abbattuto nel 1568 e il coro viene collocato dietro l'altare maggiore, realizzato da Cosimo Alberti nel 1571, comprendente anche la Cattedra vescovile ancora oggi in uso e sul quale viene posto un Crocifisso di Romano Alberti del 1563. L'organo, inoltre, nel 1566 viene dotato di una nuova cassa e nel 1583 è spostato sopra la porta del chiostro.
Nel 1619 il vescovo Giovanni Gualtieri scrive una relazione dalla quale risulta che la chiesa cattedrale è chiusa da tre anni perché «ruinosa», essendo crollata la navata centrale con le pareti sopra le colonne di sinistra. Il vescovo inizia subito i lavori di riparazione per costruire di nuovo le pareti crollati e anche i fornici delle navate laterali, una delle quali ha sette archi, coprire il tetto di laterizi e inserire catene di ferro per edificare una struttura bella e robustissima.
Tra 1934 e 1943, su iniziativa del vescovo Pompeo Ghezzi, vengono promossi radicali lavori di restauro secondo la linea "purista" allora in voga: se furono distrutti quasi tutti gli elementi barocchi e tolte le epigrafi (in gran parte ricollocate nell'attiguo chiostro nel 2012), è pur vero che fu possibile recuperare l'originaria fisionomia architettonica romanico-gotica e alcuni affreschi di scuola riminese e di Bartolomeo della Gatta dei secoli XIV-XV, in precedenza ricoperti dalle sovrastrutture dei secoli XVII-XVIII. Venne realizzata una nuova abside forse più o meno dove era quella tre-quattrocentesca e che, sostituendo la precedente anch'essa non medievale, attaccata direttamente agli ultimi pilastri, rese il presbiterio molto più profondo. Inoltre fu costruita anche la Cappella del SS. Sacramento, nella quale fu collocato il Volto Santo, in precedenza posto sull'altare maggiore. Prima del termine dei lavori, con regio decreto del 21 novembre 1940 la Cattedrale venne dichiarata monumento nazionale
Nel 1957 fu sepolto nella Cappella del SS. Sacramento il vescovo Pompeo Ghezzi e nel 1994 la stessa è stata esclusivamente dedicata al Volto Santo, con il trasferimento delle opere ivi collocate lungo la navata sinistra.
Nel 1962 il beato papa Giovanni XXIII, accogliendo la richiesta del vescovo Domenico Bornigia, elevò la cattedrale alla dignità di basilica minore; la celebrazione per il conferimento del titolo fu presieduta dal cardinale Eugène Tisserant, decano del sacro collegio. Tra 1966 e 1967 il vescovo Abele Conigli, padre conciliare, promosse i lavori di adeguamento del presbiterio alla riforma liturgica voluta dal Concilio Vaticano II, con la collocazione dell'altare al centro del presbiterio e la realizzazione del nuovo coro dei canonici all'interno del catino absidale, con al centro la cattedra vescovile. Nel 1979 questa sistemazione venne ulteriormente modificata con la ricollocazione del Polittico della Resurrezione (Niccolò di Segna, 1348 circa) tra l'altare e il coro dei canonici.
Nel 1986, a seguito della piena unione della diocesi di Sansepolcro con le diocesi di Arezzo e di Cortona, assunse il titolo di concattedrale, mantenendo il proprio capitolo dei canonici (con le tre dignità del propsoto, arcidiacono e arciprete). 
A motivo del profondo legame con la Terra santa, la basilica è stata visitata dai patriarchi di Gerusalemme Michel Sabbah, il 26 febbraio 2006, e Fouad Twal, il 26 settembre 2010.
Nel 2022, in occasione della 32ª edizione della Biennale Internazionale dell'Antiquariato di Firenze, Eleonora e Bruno Botticelli e Fabrizio Moretti hanno annunciato l'intenzione di donare la pala con la Trinità e i santi Andrea, Maria Maddalena e Cristina realizzata nel 1575/1576 per la cappella della famiglia Artini, restituendola così al patrimonio artistico della Cattedrale, dove era già stata esposta in occasione delle celebrazioni del millenario nell'anno 2012; l'opera è stata ricollocata nella Cattedrale il 16 aprile 2024.

#### Arcipreti
Con l'istituzione della Diocesi di Sansepolcro nel 1520 la cura d'anime, secondo il diritto del tempo, passò al capitolo dei canonici e, per esso, al canonico arciprete. Nel 1966 il vescovo Abele Conigli, in forza dei decreti di attuazione del Concilio Vaticano II soppresse questa consuetudine e da allora il parroco è scelto liberamente dal vescovo tra il clero diocesano. Il parroco continua a usare il titolo di arciprete e a fare parte del capitolo.
Con le costituzioni capitolari del 2014 l'arciprete è divenuto anche unica dignità capitolare e presidente del capitolo stesso.

#### La celebrazione del millenario (2012)
Nell'anno 2012 fu celebrato solennemente il millenario di fondazione della basilica, prendendo come riferimento i più antichi documenti noti, risalenti all'anno 1012. L'iniziativa coinvolse la Diocesi di Arezzo-Cortona-Sansepolcro, il Comune di Sansepolcro e la Parrocchia della Cattedrale.
L'8 gennaio 2012 venne inaugurata la nuova copertura del fonte battesimale - realizzato al tempo del vescovo Niccolò Tornabuoni (1560-1598) - eseguita dall'argentiere Francesco Puletti di Sansepolcro. Domenica 13 maggio 2012, in occasione del millenario dalla fondazione della chiesa papa Benedetto XVI fece visita alla cattedrale, sostando in preghiera di fronte all'icona del Volto Santo. Il papa, accompagnato anche dal cardinale Giuseppe Betori, arcivescovo metropolita di Firenze, fu accolto dai canonici e dal vescovo diocesano, Riccardo Fontana; presenti anche i vescovi Giacomo Babini e Domenico Cancian. Nella circostanza il Papa donò alla cattedrale un calice e ricevette in dono una riproduzione in argento del Volto Santo. Successivamente, il giorno 1º settembre, il cardinale Angelo Sodano, decano del Sacro Collegio, presiedé la solenne concelebrazione eucaristica nell'anniversario della dedicazione della basilica; alla liturgia parteciparono anche gli arcivescovi Riccardo Fontana e Gualtiero Bassetti e i vescovi Giacomo Babini, Domenico Cancian e Luciano Giovannetti (vescovo). Per l'occasione il vescovo diocesano donò alla Cattedrale un'artistica lampada in argento del XIX secolo che venne collocata all'interno della Cappella del Volto Santo. Infine, domenica 21 ottobre presiedette la solenne concelebrazione eucaristica nella basilica il patriarca di Gerusalemme, mons. Fouad Twal, Gran Priore dell'Ordine Equestre del Santo Sepolcro di Gerusalemme.
A ricordo della visita di papa Benedetto XVI, il 12 maggio 2013 furono collocate due epigrafi su marmo, una nella cappella del Volto Santo nella Basilica Cattedrale, sulla parete destra, e l'altra sulla facciata del Palazzo Vescovile prospiciente Piazza Torre di Berta.

#### Personalità che si sono recate in pellegrinaggio o in visita alla Cattedrale
Molte sono le personalità che si sono recate in pellegrinaggio o in visita alla Cattedrale, tra queste san Francesco d’Assisi (1212 circa), papa Gregorio XII, (1408), Ambrogio Traversari, priore generale dei Camaldolesi e umanista (1431, 1432, 1433), papa Clemente VII, (1525 e 1532), Francesco de’Medici, principe ereditario di Toscana, con la consorte Giovanna d'Austria (1570), diversi granduchi di Toscana, il cardinale Pietro Maffi (1913), il beato cardinale Andrea Carlo Ferrari (1914), il beato Carlo Liviero (1914 e 1920), molti ecclesiastici, figure politiche, papa Benedetto XVI (2012).

## Descrizione

### Esterno
Ancora oggi la chiesa conserva, eccetto che nella parte absidale, la struttura e la forma trecentesca che si presenta in una forma arcaizzante che mostra scarsi elementi gotici. Alcuni di questi elementi più moderni sono più avvertibili nella facciata di aspetto ancora romanico, soprattutto nel portale centrale strombato e sormontato da una cuspide triangolare e più ancora nella finestra circolare soprastante, mentre il rosone è opera di ripristino su frammenti originali rinvenuti nel 1937.
Il portale centrale è ornato da un portone in legno di noce intagliato da maestranze locali all'inizio del Cinquecento e raffigurante, dall'alto a sinistra, l'Allegoria della Fortuna, i Santi Pietro e Paolo e la Morte. Più in basso Sant'Onofrio (?), rosoni floreali e San Cristoforo, poi più sotto i Santi Arcano ed Egidio ai lato ed al centro lo stemma dell'ultimo abate e primo vescovo Galeotto Graziani e lo scudo dello stemma che doveva essere realizzato per il successore. Più in basso ancora solo due rosoni floreali. Le porte laterali recano solo gli stemmi dell'Ordine Camaldolese e del vescovo Galeotto Graziani.
Mai terminato fu il progettato prolungamento della chiesa con un'abside poligonale gotica, interrotto nella navata destra dalla robusta torre campanaria la cui parte inferiore rappresenta l'unico resto della primitiva costruzione dell'XI secolo. La parte superiore del campanile fu costruita dopo il crollo del 1351 secondo un modello di ispirazione umbra giunto a Sansepolcro con la costruzione della chiesa di San Francesco. Lungo la scalinata di accesso alla cella campanaria si apre una sala decorata da un fregio affrescato con stemmi abbaziali e della congregazione camaldolese (inizio XVI sec.), forse usata per un certo periodo come sala capitolare.

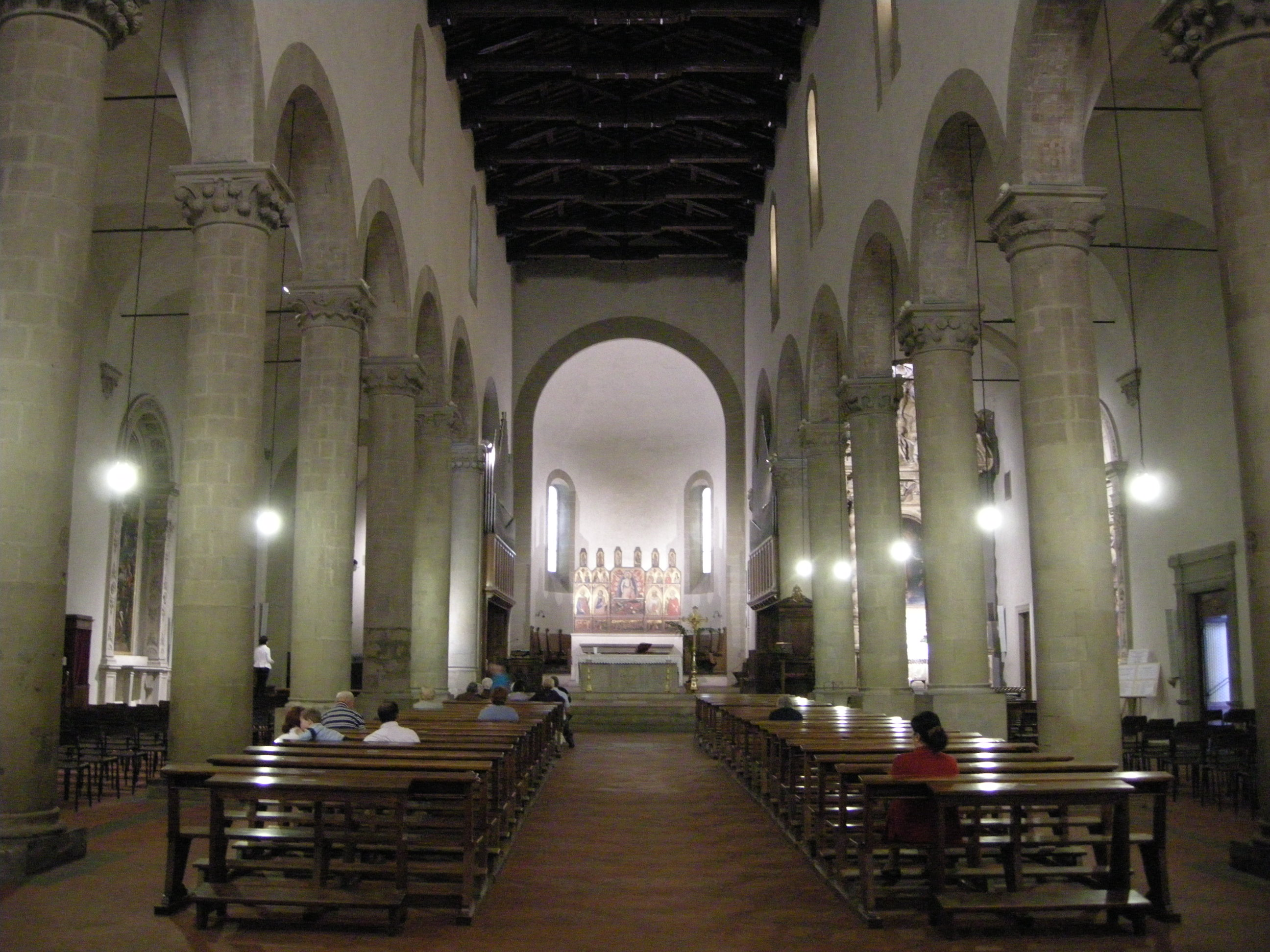
Interno

### Interno
L'interno è a tre navate divise da colonne. La navata centrale è impreziosita da una soffittatura a capriate realizzata nel corso dei restauri degli anni 1934-1943, mentre le navate laterali sono voltate a crociera. L'edificio denuncia caratteri ancora romanici nella foggia degli archi a tutto sesto, nei capitelli depressi (ma anche dalla plastica vigorosa) e nelle proporzioni generali. Lo spazio si conclude con l'abside semicircolare concava, di invenzione novecentesca. Vi sono, oltre all'altare maggiore del secolo XIV, quattro altari laterali lungo le navate laterali (due per navata) e due nelle cappelle laterali, uno del secolo XVII in quella destra e uno del secolo XX dentro la cappella del Volto Santo che conclude la navata sinistra.
Al centro del presbiterio, davanti all'altare maggiore, vi è il sepolcreto dei vescovi, che contiene le tombe di cinque presuli deceduti tra 1818 e 2021; lungo la navata centrale si trova invece il sepolcreto dei proposti del capitolo della Cattedrale.
L'interno è impreziosito dalla presenza di un numeroso e qualificato corpus di opere d'arte di pittura, scultura, intaglio e oreficeria che copre il lungo arco cronologico tra i secoli VIII/IX e XXI.
Opere d'arte presenti
- A sinistra di chi entra dall'ingresso principale è il fonte battesimale, opera in marmo del 1553, commissionato dal vescovo Alfonso Tornabuoni e realizzato da Amadio da Sangallo collaboratore dei grandi scultori fiorentini dell’epoca, ed appartenente alla nota famiglia di scultori dei Sangallo. La copertura originaria di legno fu invece realizzata da Giovanni di Berto, fratello di Romano detto Nero, e da suo figlio Berto, appartenenti alla famiglia di legnaioli borghesi degli Alberti. La copertura odierna, in lamine di legno rivestite di argento sbalzato con Scene del Vecchio e del Nuovo Testamento, è stata realizzata tra 2011 e 2012 in occasione del millenario della Basilica Cattedrale dall'argentiere Francesco Puletti di Sansepolcro.[20]
- Sulla controfacciata sono collocate due sculture in terracotta invetriata raffiguranti i Santi Benedetto abate e Biagio vescovo, attribuite ad Andrea della Robbia, databili al primo Cinquecento e provenienti dalla Cappella Graziani.
- All'inizio della navata destra, in una nicchia, è un affresco ritrovato durante i lavori di ripristino novecenteschi, realizzato intorno al 1350-1360 e riferito ad ambiente emiliano o romagnolo. La Madonna con Bambino con Santa Caterina e Tommaso Becket fu commissionata da Carlo di Messer Buono Graziani, come attesta l'iscrizione, ed era quindi la decorazione di un primo altare della famiglia Graziani, rifondato, a seguito della riscoperta di quello più antico, da Antonio Maria e realizzato tra 1584 e 1585. Oggi non più esistente perché perduto nelle 'ristrutturazioni' otto-novecentesche, era opera probabilmente di Bartolomeo di Bernardino Ducci. In esso trovò posto molto più tardi la tela con l'Assunzione della Vergine di Jacopo Palma il Giovane, del1602,[21] oggi al secondo altare sinistro.

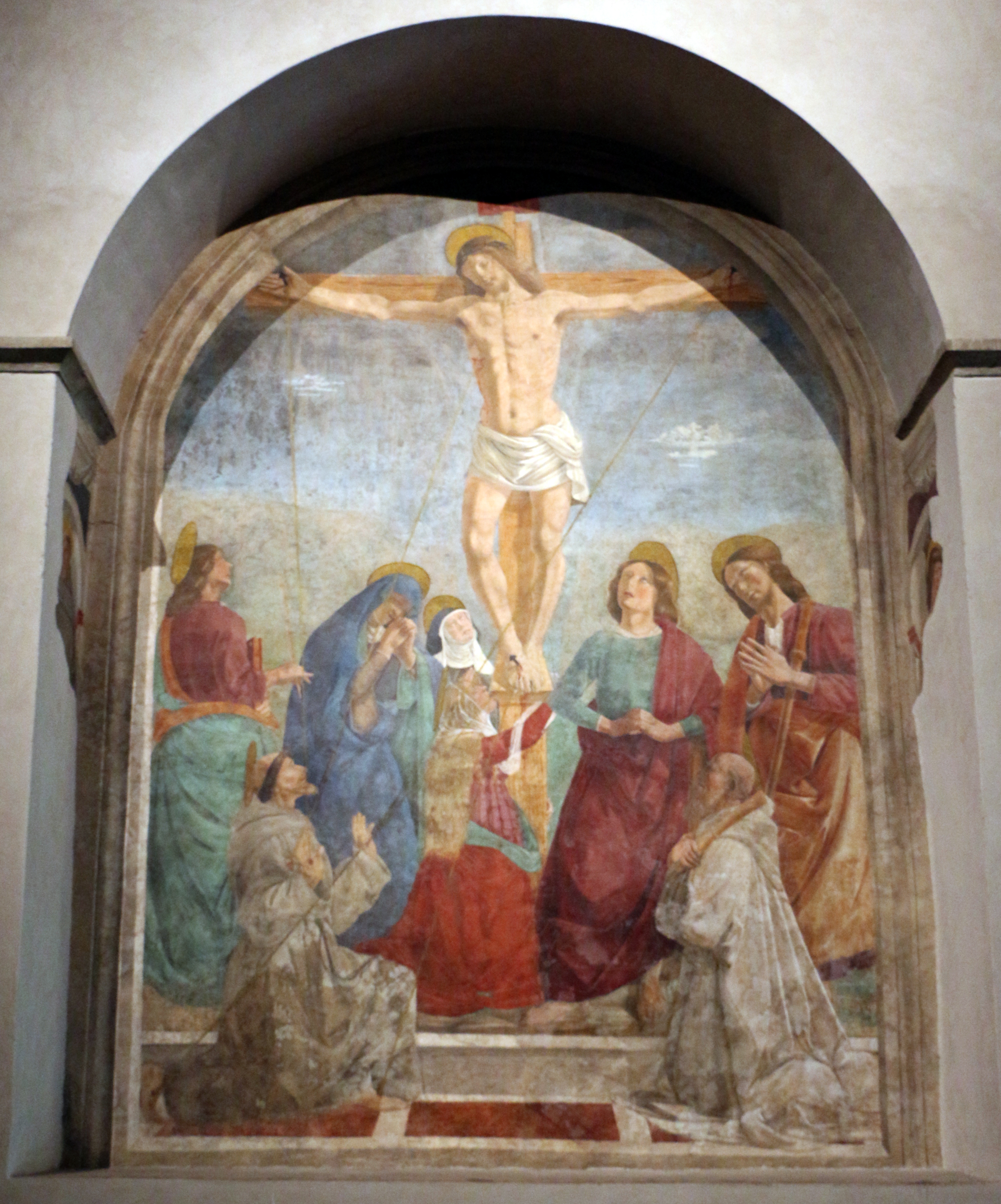
Bartolomeo della Gatta, Crocifissione e Santi

- Al primo altare a destra, la pala con l'Incredulità di San Tommaso del biturgense Santi di Tito, databile al 1576-77, dipinta per la famiglia Brunetti che vaveva fondata la propria cappella nel 1575, la prima tela eseguita dal pittore per la propria città, la cui Bartolomeo della Gatta, Crocifissione e Santiveduta è nello sfondo. La composizione, ripresa dallo stesso soggetto del Vasari in Santa Croce, viene però semplificata e normalizzata con la realizzazione di figure e del paesaggio più naturali, con la scelta di colori meno ricercati e con la scomparsa delle figure allegoriche.[22]
- Segue l'affresco di Bartolomeo della Gatta raffigurante la Crocifissione con i Santi Giacomo Maggiore, Filippo (legati alla committenza), Maria, Maddalena, Giovanni Evangelista, Benedetto, Francesco e Chiara, e sui lati interni, i resti di San Sebastiano e San Bernardino da Siena. L'opera, coperta nell'Ottocento e riscoperta nel 1942, è databile alla fine degli anni ottanta del Quattrocento ed è l'unico resto della Cappella di Jacopo Anastagi, costruita nel 1453.[23]
- Segue la tela raffigurante la Strage degli innocenti di Federico Zoi, sec. XVII, che all'interno contiene una tavola cinquecentesca raffigurante la Madonna con il Bambino e san Giovannino, fatta trasportare in Cattedrale dall'edicola sopra la Porta Fiorentina in occasione della guerra di Castro.
- Segue una tavola di inizio XX secolo raffigurante il Battesimo di Cristo, copia di quello dipinto da Piero della Francesca e venduto nel 1859 ala National Gallery di Londra.
- Al secondo altare a destra è l'Adorazione dei pastori di Durante Alberti.
- L'altare di fondo della navata destra, del 1682, è l'unico rimasto di quelli in stile barocco; si presenta aperto nella parte superiore dalla quale piove luce da una piccola cupola decorata in stucco con la Gloria di san Pio V. Sull'altare la pala con la Madonna della Misericordia, di Raffaello Schiaminossi (sec. XVII).Perugino, Ascensione

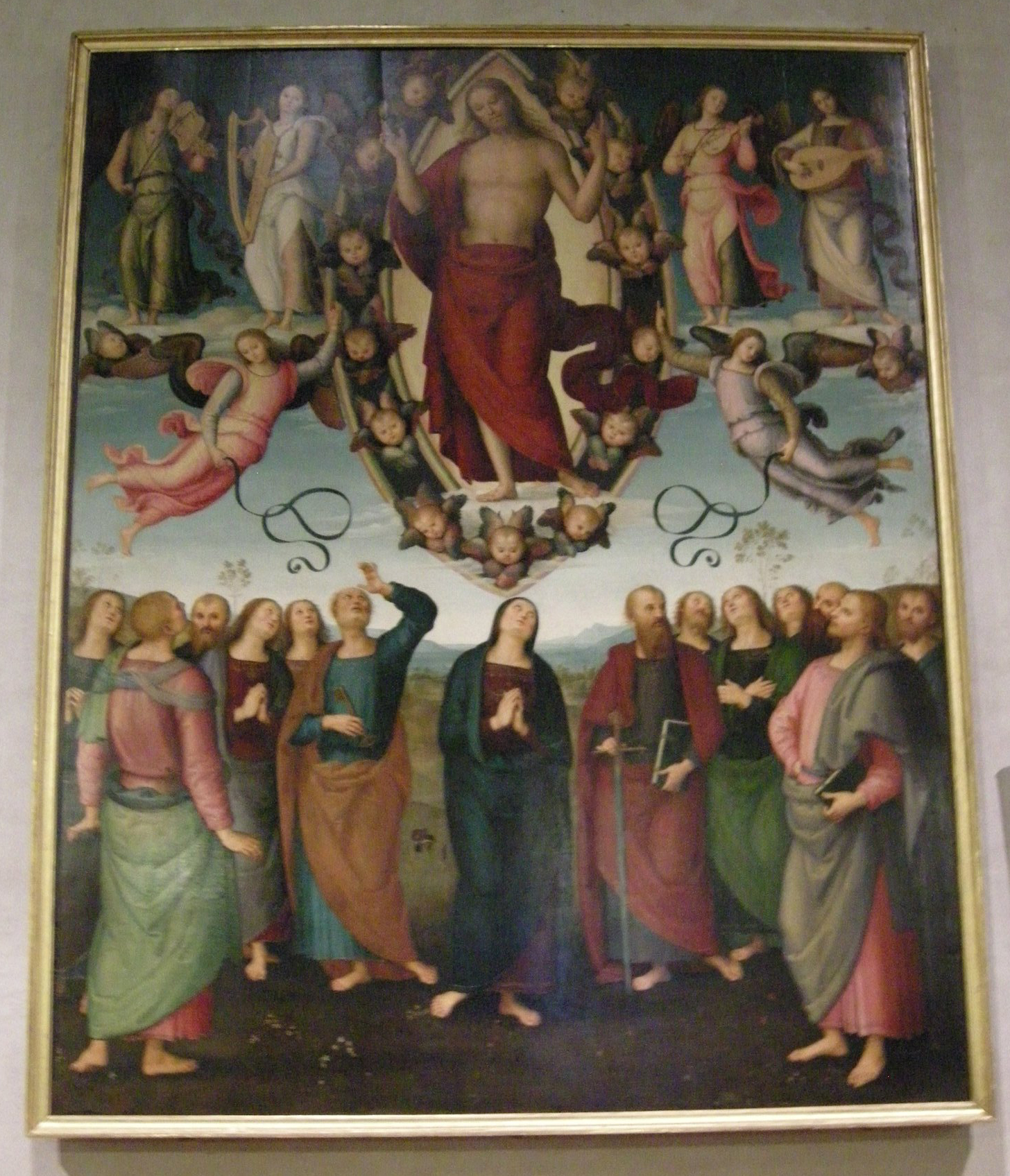
Perugino, Ascensione

- L'altare maggiore moderno conserva la mensa trecentesca. Dietro di esso è collocato il polittico di Niccolò di Segna con la Resurrezione al centro e i Santi Caterina d'Alessandria, Giovanni Evangelista, Benedetto, Agnese ai lati, altri Santi nel registro superiore e Scene della Passione di Cristo nella predella. L'opera, eseguita attorno al 1348, venne asportata dalla sua collocazione originale agli inizi del XVI secolo e nel XIX secolo è finito nella collezione del Museo Civico, per essere qui ricollocata nel 1943-1967 e definitivamente nel 1979; è interessante per la scena della Resurrezione, considerata un precedente compositivo di quella di Piero della Francesca.[24]
- Nel presbiterio si trova il coro, realizzato nel 1967 a seguito della riforma liturgica psotconciliare. Quello antico era stato commissionato nel 1494 al legnaiuolo Gaspare di Pietro Bagnacavallo da Fano. Sul lato sinistro del presbiterio, sotto la cassa che regge le canne dell'organo, è collocato un paliotto in legno del XVI secolo raffigurante i Misteri del Rosario.
- Addossata al pilastro tra il presbiterio e la cappella a sinistra di esso è la cosiddetta Madonna della Sollecitudine, statua in pietra dipinta del primo Quattrocento.
- Particolare interesse riveste il cosiddetto Volto Santo, da sempre oggetto di particolare venerazione e dal 1943 conservato nella cappella a sinistra del presbiterio ad esso dedicata. Si tratta di un Crocifisso ligneo tunicato di iconografia orientale databile all'VIII-IX secolo e quindi da considerarsi più antico di quello di Lucca, rifatto nel XII- XIII secolo.[24] Il Crocifisso, dopo i restauri del 1986-1989 ha rivelato una raffinata e quasi del tutto integra policromia del XII secolo. Nella stessa cappella si trova inoltre la tomba del vescovo Pompeo Ghezzi, chiusa da un'artistica lastra in marmo realizzata nel 1982.Monumento funebre a Simone Graziani

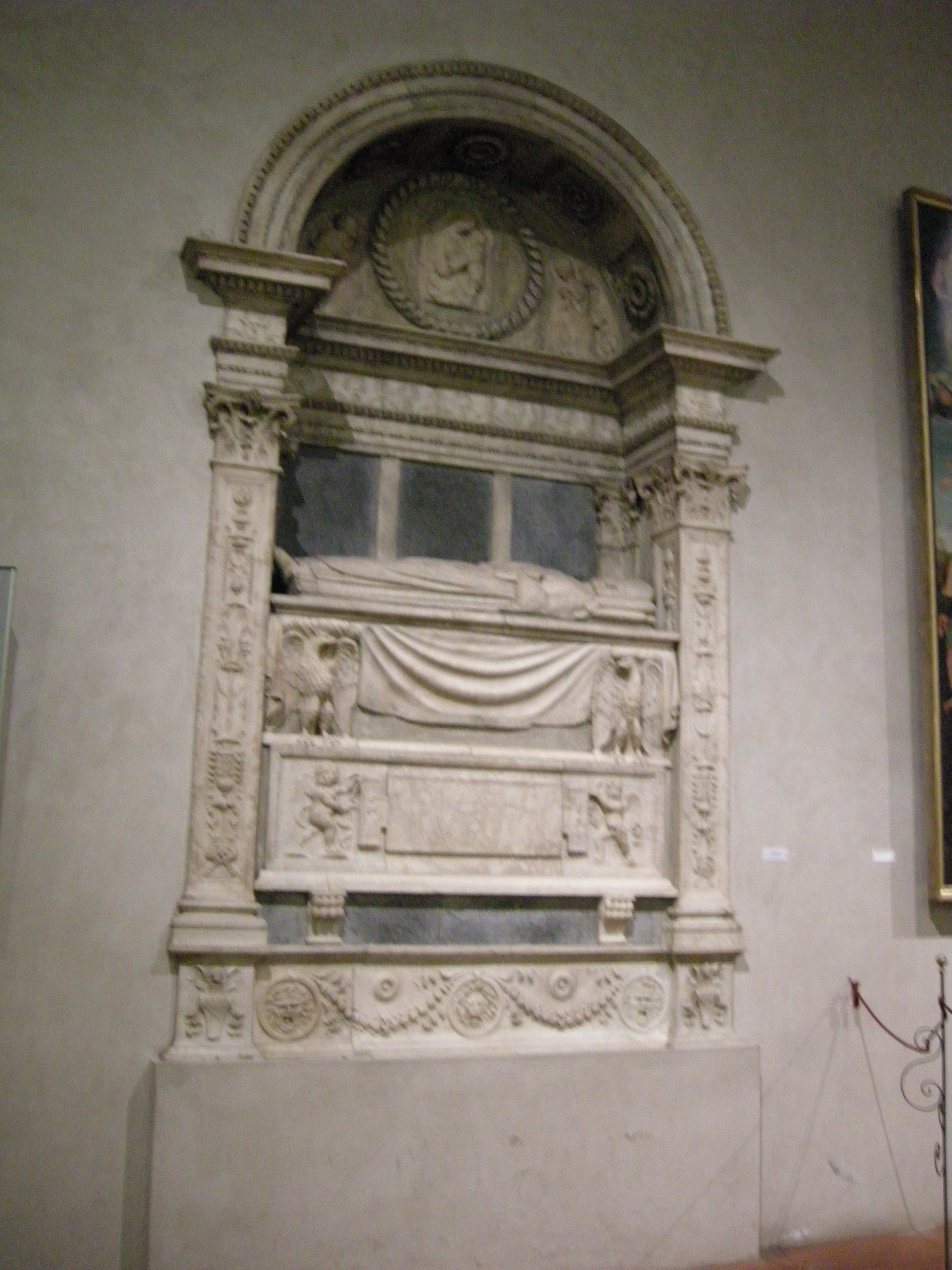
Monumento funebre a Simone Graziani

- A sinistra, prima della porta della sacrestia, è collocata la grande tela raffigurante la Trinità e santi Maria Maddalena, Andrea apostolo e Cristina martire, opera di Durante Alberti realizzata a Roma nel 1575/1576. Originariamente collocata sull'altare della Cappella Artini, la grande pala venne alienata dal Capitolo della Cattedrale nel 1859 ed è stata ricollocata in Cattedrale nel 2024, grazie alla donazione fattane dai proprietari Bruno ed Eleonora Botticelli e Fabrizio Moretti[25].
- A sinistra, presso la porta della sacrestia è collocato un tabernacolo di scuola robbiana della fine del XV secolo o dell'inizio del XVI, attribuito dalla critica ad Andrea della Robbia e anch'esso un tempo nella Cappella Graziani.
- Lungo la navata sinistra, il secondo altare è ornato dalla tela con l'Assunzione della Vergine di Jacopo Palma il Giovane, firmata e datata 1602, coronata dalla più antica lunetta con Dio Padre benedicente di Raffaellino del Colle.
- Più avanti, oggi appesa alla parete è l'Ascensione di Cristo di Pietro Vannucci detto il Perugino, commissionata dall'abate Simone Graziani, eseguita tra il 1505 e il 1510 per l'altare maggiore dove è rimasta per lungo tempo.
- Accanto è il Monumento sepolcrale dell'abate Simone Graziani, già menzionato, fatto realizzare dal fratello, il vescovo Galeotto, tra il 1521 e il 1522 circa, del quale non si conosce l'autore nonostante l'alta qualità della realizzazione.
- Segue, sulla parete, la Resurrezione di Gesù, di Raffaellino del Colle, la prima opera nota del pittore, commissionata per la scomparsa cappella dei Santi Egidio ed Arcano nel 1522 dal canonico fiorentino Vincenzo Parigini per il Vicario di Borgo San Sepolcro Donato Bocchi che a sua volta rappresentava il vescovo Niccolò Tornabuoni.[26]
- Al primo altare, vicino all'ingresso, è invece una Crocifissione con santi, attribuita a Romano Alberti o a Pier Francesco Alberti e databile al 1616.[27]

Opere conservate in sacrestia:
- Crocifisso, in legno policromo del sec. XVI attribuito all'ambito degli Alberti di Sansepolcro;
- San Romualdo, attribuito ad Antonio Zoi, del XVII secolo, proveniente dall'Orfanotrofio Schianteschi;
- lunette con i santi Egidio e Arcano, copia di originale seicentesco eseguita da Corrado Comanducci nel 1915.Raffaellino del Colle, Resurrezione di Cristo

Opere d'arte non più presenti

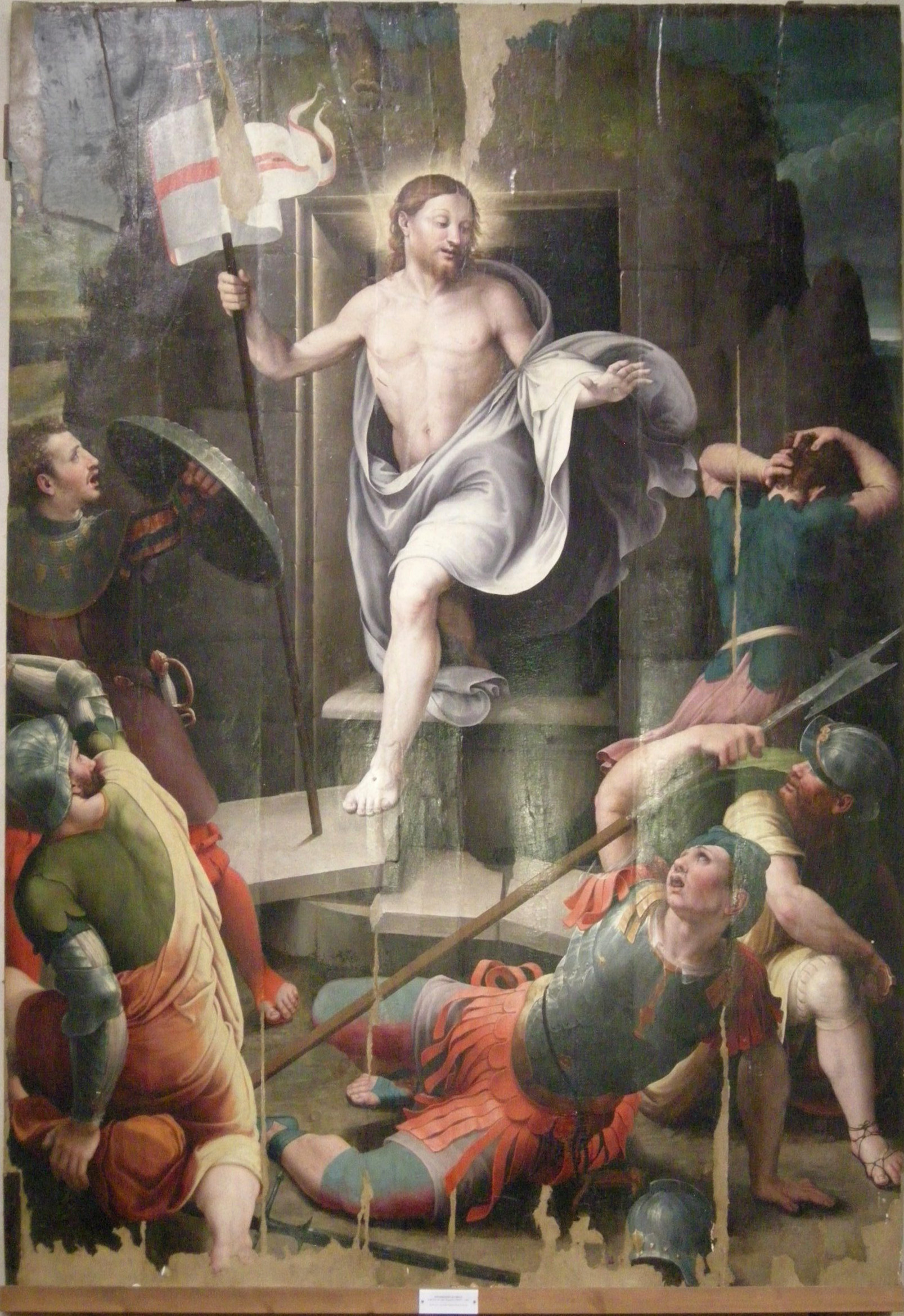
Raffaellino del Colle, Resurrezione di Cristo

- Battesimo di Cristo di Piero della Francesca, venduto nel 1858 e oggi a Londra (National Gallery).
- Madonna di prete Martino, celebre raffigurazione della Sedes Sapientiae risalente all'anno 1199 e oggetto di una diffusa devozione nel medioevo; ancora esposta alla pubblica venerazione nel 1629, nel 1887 si trova sul mercato antiquario e attualmente si trova al Bode Museum di Berlino[28].
- Crocifisso del secolo XII, individuato da Alessio Monciatti in una collezione privata di Roma nel 2007 e messo in relazione con quello del Monastero di Santa Maria a Rosano.[29].
- Deposizione, copia della più celebre opera di Rosso Fiorentino, attualmente collocata nella chiesa cittadina di San Lorenzo dove si conserva anche l'originale.
- Crocifissione, olio su tavola di Vincenzo Chialli del 1828, oggi collocata nella chiesa cittadina di San Lorenzo.
- Statuette raffiguranti i santi Egidio e Arcano, trafugate dalla cappella di San Leonardo nel 1971.

### Organo a canne
Più organi a canne si sono susseguiti nel corso dei secoli. Abbiamo notizie sull'esistenza di un primo strumento sulla cantoria sinistra poi un nuovo strumento fu costruito e posizionato su di una balaustra, o cantoria, sopra al portone centrale, sprovvista di coro. Vi si accedeva tramite una scala a chiocciola, visibile ancora oggi dalla sua antica porta di ingresso dietro al portone della navata sinistra. Dalla collaborazione con Benedetto Schiaminosse, appartenente a una famiglia di organari di Sansepolcro, la cui attività si svolgeva prevalentemente fra lo Stato della Chiesa, il Granducato di Toscana, i Ducati di Ferrara e di Urbino, e il Regno di Napoli, l'organaro ferrarese Baldassarre Malamini nel biennio 1565-67 realizzò un nuovo organo.
Dal 1942, sulle due cantorie ai lati del presbiterio, si trova l'organo a canne Tamburini opus 241, voluto fortemente dal vescovo Pompeo Ghezzi. Le due facciate dei corpi d'organo in stile ceciliano contengono lo strumento a trasmissione elettro-pneumatica, con consolle indipendente avente due tastiere di 61 note ciascuna e pedaliera concavo-radiale di 32 note; le singole canne sono circa 2550, distribuite tra 29 registri. Dopo anni di incuria, l'organo fu sottoposto nel 2015 a un restauro ad opera della ditta Claudio Anselmi Tamburini, sotto la guida dell'organista della cattedrale Lorenzo Tosi, in carica dal 2012 e che il 2 febbraio 2020 ricevette solennemente l'investitura a organista titolare dell'organo monumentale della basilica cattedrale.

### Campane
La cella campanaria del campanile accoglie 5 campane: il Campanone (Sol3), dedicato a San Giovanni Evangelista, fuso nel 1455; la Ventitré (Sib3), fusa più volte, la prima nel 1610 e l'ultima nel 1732; la Mortina (Si3 calante - La#3), suonata per i funerali, fusa nel 1695; l'Ave Maria (Do4), fusa nel 1302, suonata la sera nell'ora dell'Ave Maria; la Cennino (Re4), fusa nel 1619, così chiamata perché è suonata come ultimo richiamo per la messa.
Il Gruppo Campanari "Borgo Sansepolcro", loro custode, suona le campane quotidianamente a mezzogiorno e in occasione delle Messe; nelle solennità le campane vengono suonate "a doppio", con il Campanone "a bicchiere" e la Ventitré e l'Ave Maria ad accordo, direttamente dalla cella campanaria. Le campane non hanno sistema motorizzato, ma vengono suonate solamente con le corde; raro e pregevole esempio di modalità di suono ancora esistente in Italia.

## Il Chiostro e la Cappella del Monacato
Al piano terreno dell'ex Abbazia si trova il Chiostro, al quale si accede da una porta laterale della chiesa e da un corridoio aperto sulla strada. La sua struttura ha subito nel tempo diverse modificazioni, inclusa la tamponatura degli archi. Lungo i suoi corridoi è ancora un ciclo di interessanti affreschi raffiguranti con Scene della vita di San Benedetto, commissionati dall'abate Simone Graziani che resse l'abbazia tra 1490 e 1509, e quindi databili in quel periodo ma sono ancora di autore ignoto.
Nel chiostro si apre la Cappella di San Leonardo, detta anche del "Monacato" perché ritiro di preghiera dei monaci, il cui ingresso è segnato da un bel portale quattrocentesco. Secondo la tradizione sorge nel luogo dove Arcano ed Egidio fondarono un oratorio per custodire le reliquie da loro portate da Gerusalemme, ed è quindi da considerarsi il "cuore" della città. Per questi motivi religiosi ed identitari è stato ambito luogo di sepoltura di molte personalità cittadine e vi contiene anche la sepoltura di Piero della Francesca (morto il 12 ottobre 1492).

### Il Lapidario
Dal chiostro si accede anche al Lapidario, inaugurato il 30 marzo 2012 nella parte terminale del corridoio settentrionale del chiostro, verso Via delle Campane, nel quale è stato esposto il materiale lapideo raccolto una ventina di anni prima per iniziativa di Mons. Ercole Agnoletti. Questi i materiali raccolti, di seguito disposti secondo l'ordine cronologico:
- Secolo XVI: iscrizione sepolcrale di Pietro Gallo eremita (1520?), già murata nel corridoio tra la cattedrale e il chiostro, presso l'ingresso laterale della chiesa a sinistra di basso di chi entra; iscrizione commemorativa della visita di papa Clemente VII al monastero di Santa Chiara fuori le mura, già detto di Santa Maria della Strada (1532 novembre 28); lapide riportante la consacrazione della nuova chiesa di Santa Chiara entro le mura (1578 aprile 6); iscrizione onoraria di Luigi Graziani, viaggiatore in Europa, Africa e Asia.
- Secolo XVII: iscrizione sepolcrale dei fratelli Francesco (m. 1596) e Bernardino (m. 1601) Pichi, del 1610; iscrizione onoraria di Alessandro Borghi vescovo di Sansepolcro (1598-1605), del 1621; iscrizione sepolcrale di Francesco di Alberto (m. 1646), ingegnere militare e cugino dei più noti pittori Giovanni e Cherubino Alberti; iscrizione sepolcrale di Remiglio Migliorati (m. 1650), medico e filosofo, del 1652; iscrizione sepolcrale di Laura Carsughi (1673), moglie di Pompeo Sergiuliani.
- Secolo XVIII: iscrizione memoriale della donazione di Gerolamo Leoni e di Giovanni Battista Franceschini per l'erezione del seminario diocesano, del 1710.
- Secolo XIX: iscrizione onoraria di Annibale Tommasi vescovo di Sansepolcro (1820-1845), del 1820; iscrizione memoriale della traslazione dei resti mortali del venerabile Ippolito Betti (1727-1801) dalla soppressa chiesa dei Minori Osservanti alla cappella di San Leonardo, del 1900.

Inoltre, sono esposti vari materiali lapidei provenienti dalla cattedrale, tra cui un frammento del fonte battesimale trecentesco, rinvenuto nel 1980 in occasione dei lavori di collocazione del battistero ove attualmente si trova, e frammenti di capitelli e altre decorazioni di varie epoche tra i secoli XI e XVI.
Lo stesso giorno, inoltre, presso il pozzo del chiostro del vescovado è stata scoperta la seguente epigrafe commemorativa del millenario:
LA TRADIZIONE VUOLE

CHE L'ACQUA DI QUESTO POZZO

DISSETASSE I SANTI PELLEGRINI

ARCANO ED EGIDIO

E CHE QUI SI MANIFESTASSE LORO

IL DISEGNO DIVINO DA CUI EBBE ORIGINE

LA CHIESA E LA CITTÀ

ANNO DEL MILLENARIO 2012

IL COMITATO PER LE CELEBRAZIONI

## Il Palazzo Vescovile
A fianco della Basilica Cattedrale sorge il Palazzo Vescovile, che corrisponde all'antica abbazia. Nel vano d'ingresso sono state collocate nell'anno 2008 tre epigrafi con i nomi degli abati di Sansepolcro (1013-1520), dei vescovi di Sansepolcro (1520-1986) e dei vescovi di Arezzo-Cortona-Sansepolcro (dal 1986).
Al primo piano, oltre agli uffici della Curia Vescovile e dell'Istituto Diocesano Sostentamento Clero, hanno sede l'archivio diocesano (con documenti degli anni 1022-2016) e la Biblioteca Vescovile, ricca di oltre 20.000 volumi, il cui allestimento si deve a mons. Ercole Agnoletti, che lo curò personalmente e lo completò nel 1991. L'archivio, composto da circa 2.400 pezzi tra pergamene, buste e registri, raccoglie i documenti dell'antica abbazia camaldolese (secc. XI-XVI), quelli della diocesi di Sansepolcro (secc. XVI-XX), del capitolo della Cattedrale (secc. XVI-XX) e del Seminario Vescovile (secc. XVIII-XX), delle abbazie di Bagno di Romagna, di Galeata (secc. XVI-XVIII) e dell'arcipretura di Sestino (secc. XVI-XVIII) e di numerose parrocchie dell'area appenninica tosco-romagnola.
Nel salone - riammodernato nel 2012 - si conservano i ritratti di alcuni vescovi di Sansepolcro, tra i quali quelli di Galeotto Graziani (1520-1523), Filippo Archinto (1539-1546, ma opera del sec. XX), Giuseppe Singlau (1846-1867), Roberto Costaguti (1778-1818), Pompeo Ghezzi (1912-1953), Domenico Bornigia (1954-1963) e Giovanni D'Ascenzi (1983-1986). L'11 dicembre 1966 si riunì in questo salone il primo consiglio pastorale diocesano di Sansepolcro, tra i primi organismi di partecipazione laicale alla vita diocesana creati in Italia dopo il Concilio Vaticano II. Dal 2019 vi è collocato anche il busto bronzeo raffigurante il vescovo Domenico Bornigia realizzato nel 1964. L'appartamento del vescovo è arredato con mobilio di produzione locale in gran parte risalente agli inizi del XX secolo.
Tra la quadreria si segnalano anche i ritratti dei concittadini Antonio Maria Graziani, vescovo di Amelia e letterato (1537-1611), copia da Domenico Tintoretto, e di Angelo Pichi (m. 1653) arcivescovo di Amalfi e poi vescovo di San Miniato, una Madonna con il Bambino e san Giovannino, nota come Madonna della pace, della cerchia di Raffaellino del Colle (sec. XVI), una Madonna in trono con il Bambino e santi e la Morte di san Luigi Gonzaga entrambe di Vincenzo Chialli (sec. XIX). Una piccola tavola raffigurante la Madonna con il Bambino e san Giovannino (sec. XVI), di scuola locale e fino al 1644 conservata sopra la Porta Fiorentina, è stata trasferita all'interno della chiesa nel 2022.
Una piccola, ma significativa, gipsoteca, risalente al XX secolo, è composta dai busti dei papi Leone XIII, Pio X, Benedetto XV e Pio XI, da medaglioni raffiguranti i papi Benedetto XV e Giovanni XXIII e il cardinale Giovanni Andrea Ferrari e dallo stemma del vescovo Pompeo Ghezzi.